# Trichoniscus illyricus
Trichoniscus illyricus är en kräftdjursart som beskrevs av Karl Wilhelm Verhoeff 1931B. Trichoniscus illyricus ingår i släktet Trichoniscus och familjen Trichoniscidae.

## Underarter
Arten delas in i följande underarter:
- T. i. lasiorum
- T. i. carinthiacus